# Haliplus robertsi
Haliplus robertsi är en skalbaggsart som beskrevs av Zimmermann 1924. Haliplus robertsi ingår i släktet Haliplus och familjen vattentrampare. Inga underarter finns listade i Catalogue of Life.